# Goodbye for now (canción de Juanes)
«Goodbye for now» es una canción en inglés del cantante y compositor colombiano Juanes. Fue lanzada como el quinto sencillo de su séptimo álbum de estudio Mis planes son amarte a finales del mes de abril del 2017. Fue compuesta por él junto con Carlos Alejandro Patino y Alejandro Ramirez y producida por Kacho López Mari, además de la primera canción cantada completamente en dicho idioma por el cantautor.

## Lista de canciones
- 'Goodbye for Now'- 2:47[5]

## Posicionamiento en listas
| Lista                            | Mejor posición |
| -------------------------------- | -------------- |
| Colombia (Top 100 Digital)       | 21             |
| Estados Unidos (Hot Latin Songs) | 23             |
| México (Top 100 Digital)         | 57             |
| Perú (Top 100 Digital)           | 29             |

## Historial de lanzamiento
| Región         | Fecha               | Formato                     | Discográfica           | Ref.  |
| -------------- | ------------------- | --------------------------- | ---------------------- | ----- |
| América Latina | 27 de enero de 2017 | Descarga digital, Streaming | Universal Music Latino | [ 5 ] |